# 富山県中学校一覧
| 総数                    | 78校・1分校      |
| 国立                    | 1校              |
| 公立                    | 76校・1分校      |
| 私立                    | 1校              |
| 教育委員会所在地        | 〒930-8501       |
| 富山県富山市新総曲輪1-7 |                  |
| 公式サイト              | 富山県教育委員会 |

富山県中学校一覧（とやまけんちゅうがっこういちらん）は、富山県の中学校の一覧。

## 国立中学校
- 富山大学教育学部附属中学校

## 公立中学校

### 富山市
- 富山市立岩瀬中学校
- 富山市立大泉中学校
- 富山市立大沢野中学校
- 富山市立奥田中学校
- 富山市立上滝中学校
- 富山市立呉羽中学校
- 富山市立興南中学校
- 富山市立三成中学校
- 富山市立芝園中学校
- 富山市立城山中学校
- 富山市立新庄中学校
- 富山市立西部中学校
- 富山市立月岡中学校
- 富山市立東部中学校
- 富山市立南部中学校
- 富山市立楡原中学校
- 富山市立速星中学校
- 富山市立藤ノ木中学校
- 富山市立北部中学校
  - 富山市立北部中学校松風分校
- 富山市立堀川中学校
- 富山市立水橋中学校
- 富山市立八尾中学校
- 富山市立山田中学校
- 富山市立山室中学校
- 富山市立和合中学校

### 高岡市
- 高岡市立高陵中学校
- 高岡市立高岡西部中学校
- 高岡市立南星中学校
- 高岡市立志貴野中学校
- 高岡市立芳野中学校
- 高岡市立牧野中学校
- 高岡市立伏木中学校
- 高岡市立国吉義務教育学校
- 高岡市立五位中学校
- 高岡市立戸出中学校
- 高岡市立中田中学校
- 高岡市立福岡中学校

### 魚津市
- 魚津市立西部中学校
- 魚津市立東部中学校

### 氷見市
- 氷見市立西條中学校
- 氷見市立西の杜学園
- 氷見市立十三中学校
- 氷見市立南部中学校
- 氷見市立北部中学校

### 滑川市
- 滑川市立滑川中学校
- 滑川市立早月中学校

### 黒部市
- 黒部市立清明中学校
- 黒部市立明峰中学校

### 砺波市
- 砺波市立庄川中学校
- 砺波市立庄西中学校
- 砺波市立出町中学校
- 砺波市立般若中学校

### 小矢部市
- 小矢部市立石動中学校
- 小矢部市立大谷中学校
- 小矢部市立蟹谷中学校
- 小矢部市立津沢中学校

### 南砺市
- 南砺市立井波中学校
- 南砺市立南砺つばき学舎
- 南砺市立城端中学校
- 南砺市立平中学校
- 南砺市立利賀中学校
- 南砺市立福野中学校
- 南砺市立福光中学校
- 南砺市立吉江中学校

### 射水市
- 射水市立新湊中学校
- 射水市立新湊南部中学校
- 射水市立射北中学校
- 射水市立小杉中学校
- 射水市立小杉南中学校
- 射水市立大門中学校

### 中新川郡
- 上市町立上市中学校
- 立山町立雄山中学校
- 舟橋村立舟橋中学校

### 下新川郡
- 入善町立入善中学校
- 入善町立入善西中学校
- 朝日町立朝日中学校

## 私立中学校
- 片山学園中学校